# محمد الأعرج
محمد الأعرج (13 فبراير 1964، الناظور) سياسي مغربي ينتمي لحزب الحركة الشعبية. شغل منصب وزير الثقافة والاتصال في حكومة العثماني.

## مسيرته
ولد بمدينة الناظور في 13 فبراير 1964. حصل على دكتوراه الدولة في الحقوق من كلية العلوم القانونية والاقتصادية والاجتماعية، جامعة محمد الخامس بالرباط. عمل أستاذا للتعليم العالي بالجامعات المغربية، ومديرا لمختبر «الأبحاث والدراسات الإدارية» بكلية الحقوق بفاس ومنسقا لماستر قانون المنازعات العمومية، وعضوا في اللجان العلمية للعديد من المجلات المتخصصة في العلوم القانونية والسياسية.
إلى جانب مهامه الجامعية، تقلد مهاما تمثيلية عديدة باعتباره عضوا بمكتب مجلس النواب ونائبا برلمانيا عن إقليم الحسيمة لثلاث ولايات متتابعة ورئيسا للفريق الحركي. كما تقلد مهام أمين لجنة العدل والتشريع وحقوق الإنسان بمجلس النواب وعضو المجلس الأعلى للتعليم وعضو الاتحاد البرلمان العربي.